# Kapliczka św. Anny w Graniczniku
Kapliczka św. Anny w Graniczniku (niem. Annakirche) – kapliczka w osadzie Granicznik (Świerki).
Murowana kapliczka wybudowana w XIX w. kryta dachem dwuspadowym z sygnaturką. Po prawej stronie kapliczki stoi kamienny krzyż.

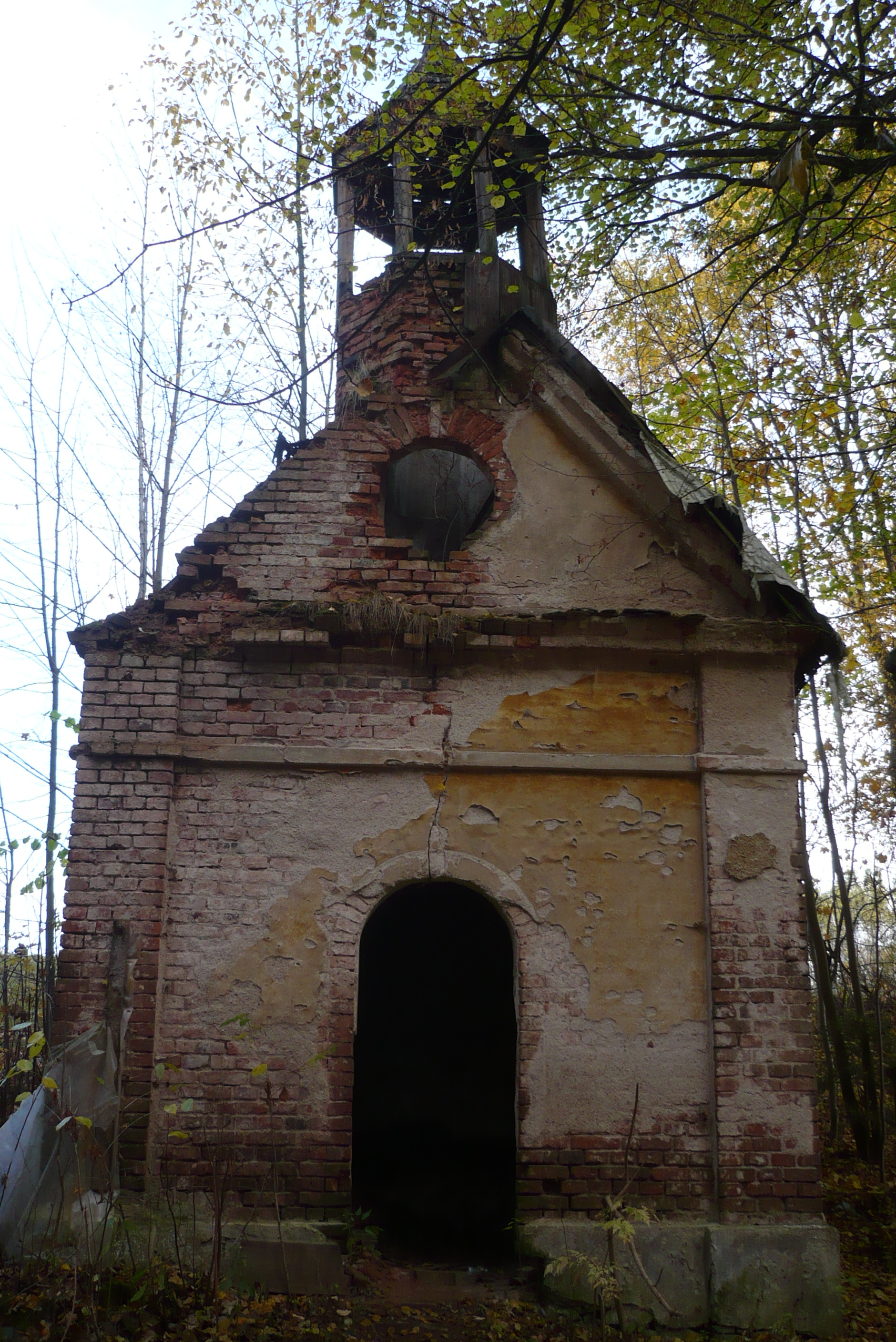
Front
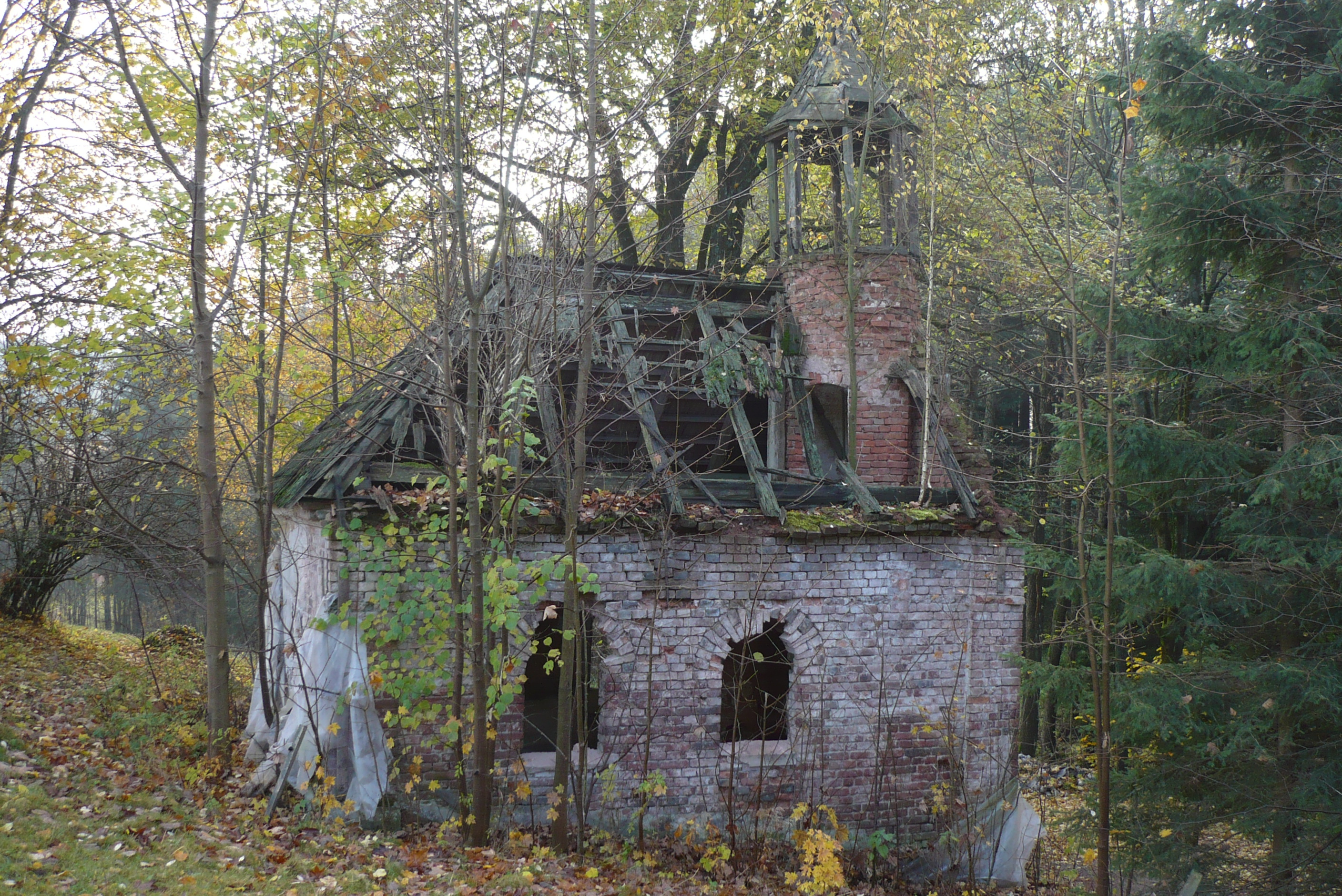
Bok
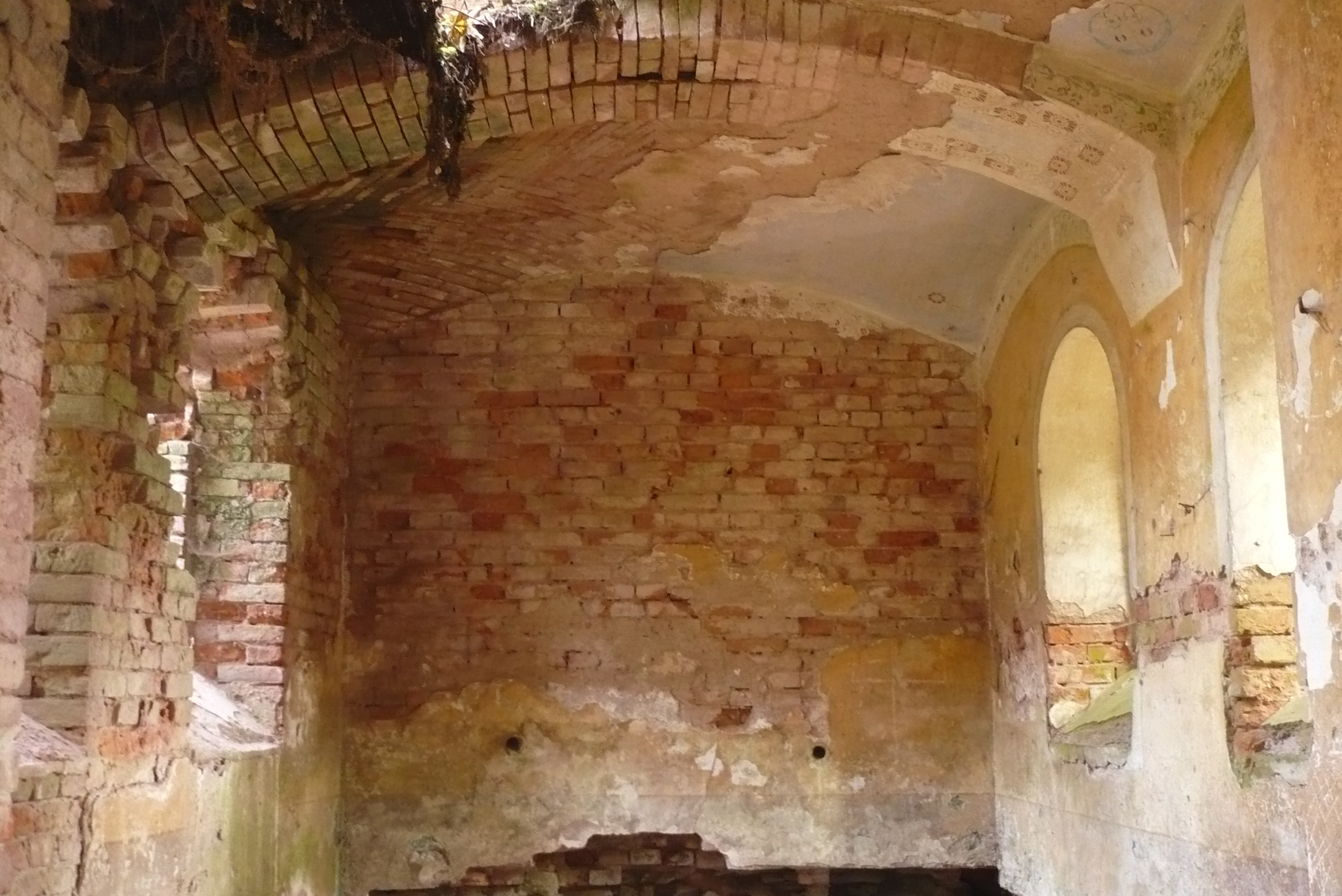
Wnętrze
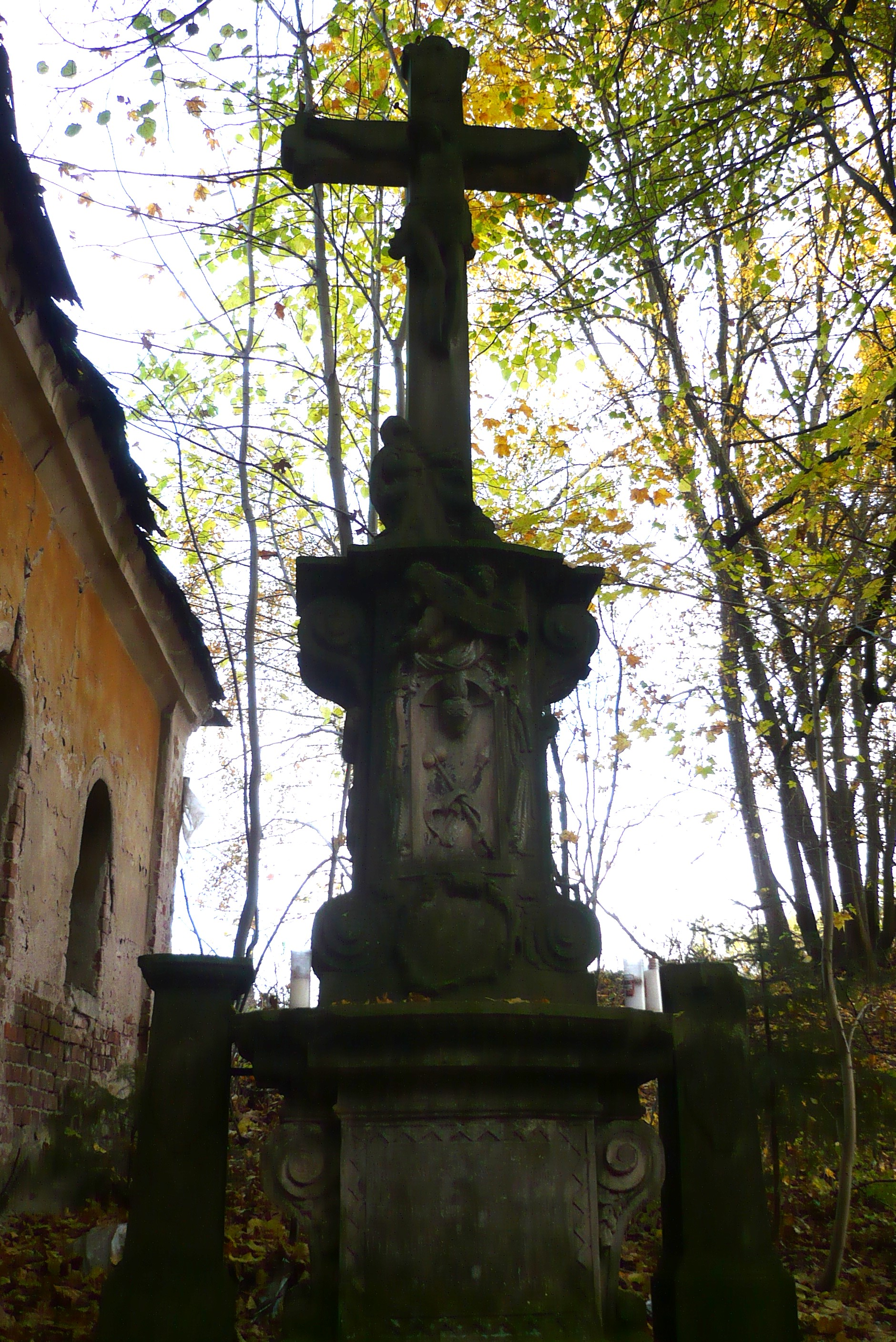
Krzyż przy kapliczce